# 鉄東区 (鞍山市)
鉄東区（てつとう-く）は中華人民共和国遼寧省鞍山市に位置する市轄区。鞍山市の政治、経済、文化の中心である。

## 地理
鉄東区は鞍山市の東南部に位置する。区名は瀋大線の東に位置することに由来する。

## 行政区画
16街道弁事処を管轄する。
- 街道弁事所：長甸街道、解放街道、山南街道、園林街道、勝利街道、站前街道、鋼城街道、和平街道、対炉街道、東長甸街道、湖南街道、常青街道、新興街道、旧堡街道、大孤山街道、温泉街道

## 交通

### 鉄道
- 鞍山駅

### 道路
- 国道
  -  G202国道